# Davao del Sur
Davao del Sur là một tỉnh của Philippines nằm ở vùng Davao tại Mindanao. Thủ phủ là thành phố Digos và tỉnh này giáp thành phố Davao về phía nam, Cotabato, Sultan Kudarat, Nam Cotabato, và Sarangani về phía tây. Về phía đông là vịnh Davao.
Thành phố Davao từng là một phần của tỉnh này cho đến khi nó được tách thành một thành phố riêng, có đại diện Nghị viện riêng.
Ngày 28 tháng 10 năm 2013, chính quyền Philippines tổ chức trưng cầu dân ý thành lập tỉnh mới là Davao Occidental trên cơ sở phần phía nam của tỉnh Davao del Sur - gồm năm đô thị tự trị là Don Marcelino, Jose Abad Santos, Malita, Santa Maria và Sarangani theo tinh thần Đạo luật Cộng hòa 10360 ban hành ngày 23 tháng 7 năm 2013. Đa số số phiếu đều tán thành quyết định trên.